# Siergiej Szornikow
Siergiej Siemionowicz Szornikow (ros. Сергей Семёнович Шорников, ur. 22 października 1921 w Moskwie, zm. 10 listopada 1992) – radziecki wojskowy i funkcjonariusz służb specjalnych w stopniu generała porucznika.

## Życiorys
Od 1939 służył w Armii Czerwonej, uczył się w szkole artylerii w Odessie, po ukończeniu której został skierowany na Daleki Wschód, później ukończył 2 Moskiewską Specjalną Szkołę Artylerii. W 1943 został pomocnikiem szefa sztabu, później dowódcą dywizjonu artylerii w 96 Ciężkiej Brygady Artylerii Haubic, walczył na 3 Froncie Nadbałtyckim i 2 Białoruskim, w 1945 dotarł z dywizjonem do Łaby. Po wojnie ukończył Akademię Wojskową im. Frunzego, od 1955 pracował w organach bezpieczeństwa państwowego, od 1962 do 1964 był zastępcą szefa Wydziału Specjalnego KGB Grupy Wojsk Radzieckich na Kubie/Grupy Radzieckich Specjalistów Wojskowych na Kubie. Od 24 kwietnia 1965 do 11 lipca 1967 był szefem Wydziału 3 Zarządu 3 KGB ZSRR, a od 10 lipca 1967 do 11 września 1986 zastępcą szefa Wydziału 9 KGB ZSRR i jednocześnie komendantem moskiewskiego Kremla, w 1974 otrzymał stopień generała porucznika.

## Odznaczenia i nagrody
- Order Czerwonego Sztandaru (trzykrotnie)
- Order Aleksandra Newskiego
- Order Wojny Ojczyźnianej I klasy
- Order Wojny Ojczyźnianej II klasy
- Order Czerwonej Gwiazdy (czterokrotnie)
- Nagroda Państwowa ZSRR (1978)
- Odznaka "Honorowy Funkcjonariusz Bezpieczeństwa Państwowego"

Oraz medale ZSRR i odznaczenia zagraniczne.